# Giorgio Levi Della Vida
Giorgio Levi Della Vida (Venècia, 22 d'agost del 1886 - Roma, 25 de novembre del 1967) fou un lingüista, traductor i orientalista italià del segle xx. El 1947 esdevingué membre de l'Accademia Nazionale dei Lincei. Fou un dels autors de la segona edició de l'Encyclopaedia of Islam, una obra de referència en aquesta disciplina.

## Biografia
Nasqué en el si d'una família jueva. El 1909 es graduà per la Universitat de Roma. Seguidament participà en expedicions de recerca al Caire, Atenes i Creta. El 1911 tornà a Roma, on col·laborà amb Leone Caetani. Entre el 1914 i el 1916 ocupà la càtedra de Llengua i Literatura Àrabs a la Universitat de Nàpols – L'Oriental. Durant la Primera Guerra Mundial serví com a traductor i atenyé el rang de lloctinent.
Fins al 1919 treballà a la Universitat de Torí. El 1920 esdevingué professor a la Universitat de Roma. Sortí a la premsa. Fou atacat pels feixistes. El 1924 fou elegit president de la Unió Nacional de Forces Liberals i Democràtiques. El 1932 es veié obligat a abandonar el seu càrrec a la universitat.
El 1939 fugí als Estats Units. El 1945 tornà a Itàlia i recuperà el seu lloc com a professor, que mantingué fins a la seva jubilació el 1959.

## Premis i reconeixements
Membre corresponent de l'Acadèmia Medieval d'Amèrica (1934) i membre de l'Accademia Nazionale dei Lincei (1947).